# Bugye-myeon
Bugye-myeon (koreanska: 부계면) är en socken  i kommunen Gunwi-gun i provinsen Norra Gyeongsang, i den centrala delen av Sydkorea, 230 km sydost om huvudstaden Seoul.